# Im alten Eisen
Im alten Eisen ist ein Roman von Wilhelm Raabe, die vom September 1885 bis zum September 1886 entstand und 1887 in der Zeitschrift „Vom Fels zum Meer“ (Hefte 7–10) bei Spemann (Redakteur: Kürschner) in Stuttgart erschien. Die Buchausgabe brachte Müller-Grote im selben Jahr in Berlin heraus. Nachauflagen erlebte Raabe 1901 und 1907. Den Stoff entnahm der Autor zum Teil dem „Berliner Tageblatt“ aus dem Jahr 1877. Die Arbeitstitel „Simila similibus“ und „Erdwine Wermuth“ (siehe unten) hat Raabe verworfen.
Erzählt wird von einer „fürchterlichen Jagd nach dem menschlichen Elend“. Die Beerdigung einer Jugendfreundin, um die man sich fast ein Leben lang nicht gekümmert hat, darf keinesfalls versäumt werden.
Der Titel ist zweideutig. Er weist zunächst auf Frau Wendeline Cruse, eine ehemals international agierende Theaterdirektorin und nun resolute Teilnehmerin der „Jagd“. Die Dame ist im Alter zur Berliner Altwarenhändlerin abgestiegen. Dann rostet noch ein Offiziersdegen aus den Kriegen in der Zeit von 1848 bis 1850 im Keller der im Kehricht angelangten Greisin.

## Inhalt
Aus der Ehe Adeles mit Leutnant Wolfram Hegewisch, einem „unpraktischen, eigensinnigen Phantasten und Schwärmer“, ging Erdwine hervor. Frau Senatorin Amalie Brokenkorb aus Lübeck macht sich Sorgen um ihre Freundin Adele Hegewisch. Die Senatorin bittet ihren Gatten um Beistand. Der Senator beauftragt einen Nachbarn der Hegewischs. Der alte Buchhalter Uhusen kümmert sich um die Familie Adeles. So werden in Lübeck Albin Brokenkorb, Erdwine Hegewisch und Peter Uhusen – Kinder der drei Familien – gute Freunde.
Später dann wurde Peter Uhusen bei der Königlich Hannoverschen Artillerie Gefreiter und desertierte in Sankt Pauli. Der Fahnenflüchtige tauchte in der Theatertruppe der Frau Wendeline Cruse unter. Während eines Gastspiels in Brooklyn verließ er die Theatertruppe und nahm am „Sklavenkrieg“ teil. Nach Europa zurückgekehrt, fand er in Untermeidling seine Frau Emerenz. Nachdem Emerenz Uhusen verstorben war, machte sich Peter Uhusen auf, um seinen Jugendfreund Albin aufzusuchen. Der Freund hatte inzwischen promoviert und es als Gesellschaftsredner in Berlin zum Hofrat gebracht. In der großen Stadt angekommen, verirrt sich Uhusen in den Produktenkeller einer Altwarenhandlung und trifft darin, wie es der Zufall will, auf seine Extheaterdirektorin, die Inhaberin Wendeline Cruse. Man erkennt sich und denkt an die Lübecker Zeiten zurück, als Uhusen von der obersten Galerie herunter verstohlen für die junge, hübsche Madame Cruse, die erste Liebhaberin und Frau Direktorin, schwärmte. Die nun etwa 60-jährige dreht gerade einen alten Infanterieoffiziersdegen in den Händen. Uhusen betrachtet den Degen genauer und liest „Bau, 9. April 1848, Armee von Schleswig-Holstein. Wolfram Hegewisch.“ Uhusen kennt den Namen „des lieben, alten, törichten, armen Leutnants“. Er will Näheres wissen. Frau Cruse antwortet, ein etwa 12-jähriger Junge habe den Degen seines Großvaters, das Schlachtschwert von Idstedt, für eine Tüte Nägel verpfändet. Der Sarg mit der toten Mutter müsse zugenagelt werden. Die Adresse des Trauerhauses ist Schulzenstraße 10. Peter Uhusen meint, Erdwine Hegewisch muss die Tote sein. Uhusen holt den „Jugendgenossen“ Albin in den „Lumpen-, Knochen- und Alteisen-Keller der Frau Wendeline Cruse“.
Frau Wendeline hat inzwischen den Namen der Toten ermittelt. Es ist die Witwe Erdwine Wermuth. Die Altwarenhändlerin kennt Erdwines Gatten, den Geiger Franz Wermuth von früher her. Man begibt sich zu dritt in die Schulzenstraße. Unter dem Dach hat sich bereits Fräulein Rotkäppchen in der Mietskaserne um Erdwines Kinder – das sind Wolfram Wermuth und dessen jüngere Schwester Paula – gekümmert. Berlin ist ein Dorf: Das Rotkäppchen kennt „Madameken“ Cruse und das Hofrätchen Brokenkorb. Das junge Frauenzimmer hat für den Doktor „Modell gestanden, gesessen, gelegen und gehangen“. Albin hatte schön über Rotkäppchen geredet, als es „beim Professor Käsewieter als ertrunkene Verlassene Modell lag“.
Am nächsten Morgen nehmen alle sechs an Erdwines Beerdigung teil. Die beiden Waisenkinder und Rotkäppchen, das stets die Polizei fürchtet, kommen bei der „ins alte Eisen herabgesunkenen Komödienmutter“ unter. Mutter Cruse zieht ihr Firmenschild ein und begleitet Uhusen mit den Kindern nach Untermeidling. Rotkäppchen bleibt in Berlin. Es liest dem Hofrat die Leviten und bekommt für ein Weilchen Oberwasser.

## Zitate
- „Sieh um dich wie der Vogel auf dem Zweige.“[7]
- „Man braucht nie die Rolle, die man eben spielt, für die allerletzte zu halten.“[8]

## Form
Im ersten der 22 Kapitel trifft der Leser auf tiefstes menschliches Elend. Beide Waisenkinder sitzen hilflos und wie gelähmt bei der Leiche ihrer Mutter Erdwine Wermuth. Im zweiten Kapitel schildert Raabe übergangslos das Leben des Hofrats Dr. Albin Brokenkorb in Luxus und Reichtum. Als die Not der Kinder viel später wieder zum Thema wird, ist sie von den Geschichten des Hofrats, Uhusens und der Frau Cruse geradezu überwuchert.
Erzählerisch ausgeführt sind Episoden aus dem Leben zweier Jugendfreunde – des Schöngeistes Brokenkorb und des Haudegens Uhusen. Hat Brokenkorb bisher nur deutschlandweit vor Frauenvereinen klug von Kunstdingen geredet, so muss er sich am Abend des Beerdigungstages doch sehr wundern. Noch nie hat er an einem Tage so viel erlebt.

## Selbstzeugnisse
- Am 31. Dezember 1887 schreibt Raabe an Theodor Steinweg: „Ins alte Eisen gerathen wir alle.“[10]
- Oppermann[11] schlussfolgert, Raabe habe an den Text geglaubt, wenn er am 21. September 1889 an E. Sträter schreibt, dereinst würden „Phöbe Hahnemeyer und das Rothkäppchen... auf einer Bank sitzen.“

## Rezeption
- Kürschner am 26. April 1887 an Raabe: „Ich glaube fast, daß Ihr Roman für das große Publikum zu fein gewesen ist.“[12]
- Oppermann[13] mag das erste Kapitel im Auge gehabt haben, wenn er Motive des seinerzeit aufkommenden Naturalismus erwähnt.
- In der Figur des Literaten Brokenkorb sieht Oppermann[14] teilweise eine Selbstdarstellung Raabes.
- Hinweise auf weiter führende Arbeiten finden sich bei

Oppermann:
Barker Fairley: „Wilhelm Raabe. Eine Deutung seiner Romane“ (Übersetzer: Boeschenstein), München 1961, S. 126
Hans Oppermann: „Raabes ‚Tasso‘. Betrachtungen zu Raabes ‚Im alten Eisen‘“. Raabe-Jahrbuch 1950, S. 74
Leo A. Lensing: „Narrative structure and reader in Wilhelm Raabe's ‚Im alten Eisen‘“. Bern 1977
von Studnitz:
Charlotte Jolles: „Im alten Eisen. Wirklichkeit im Märchenton“. Josef Daum (Hrsg.), Hans-Jürgen Schrader (Hrsg.): „Revisionen. Festschrift zum 150. Geburtstag Wilhelm Raabes.“ Jahrbuch der Raabe-Gesellschaft. Braunschweig 1981
Meyen:
Karl Albert (Bayreuth 1891), Fritz Jensch (Wolfenbüttel 1924), Wilhelm Fehse und Franz Hahne (Wolfenbüttel 1928 und 1941), Wilhelm Fehse (Braunschweig 1937) und Erich B. Zornemann (Berlin 1951).

## Ausgaben

### Erstausgabe
- Wilhelm Raabe: „Im alten Eisen. Eine Erzählung.“ 244 Seiten. Grote’sche Verlagsbuchhandlung, Berlin 1887

### Verwendete Ausgabe
- Im alten Eisen. Eine Erzählung. (S. 339–514) mit einem Anhang von Hans Oppermann (S. 573–605) in: Karl Hoppe (Hrsg.), Hans Oppermann (Bearb.): Wilhelm Raabe: Pfisters Mühle. Unruhige Gäste. Im alten Eisen. (2. Aufl.) Vandenhoeck & Ruprecht, Göttingen 1970. Bd. 16 (ohne ISBN) in Karl Hoppe (Hrsg.), Jost Schillemeit (Hrsg.), Hans Oppermann (Hrsg.), Kurt Schreinert (Hrsg.): Wilhelm Raabe. Sämtliche Werke. Braunschweiger Ausgabe. 24 Bde.

### Weitere Ausgaben
- Wilhelm Raabe: „Im alten Eisen. Eine Erzählung“
  - 224 Seiten. Grote’sche Verlagsbuchhandlung, Berlin 1901, 1907, 1916, 1920 (9. Aufl.)
  - 228 Seiten. Nachwort: Hanns Martin Elster.  G. Grote, Berlin 1940, 1943